# Юньмэн
Юньмэ́н (кит. упр. 云梦, пиньинь Yúnmèng) — уезд городского округа Сяогань провинции Хубэй (КНР).

## История
Уезд был выделен из уезда Аньлу в 550 году во времена империи Западная Вэй, и был назван по находившемуся здесь пруду Юньмэнцзэ. Во времена империи Тан уезд был в 621 году присоединён к уезду Инчэн, однако вскоре воссоздан вновь. Во времена империи Сун уезд был в 1069 году присоединён к уезду Аньлу, однако вскоре после монгольского завоевания создан вновь.
В 1949 году был образован Специальный район Сяогань (孝感专区), и уезд вошёл в его состав. В 1959 году Специальный район Сяогань был расформирован, и входившие в его состав административные единицы перешли под управление властей Уханя, где в 1960 году уезд Юньмэн был вновь присоединён к уезду Аньлу, но в 1961 году Специальный район Сяогань был воссоздан, и восстановленный уезд Юньмэн опять оказался в его составе.
В 1970 году Специальный район Сяогань был переименован в Округ Сяогань (孝感地区).
Постановлением Госсовета КНР от 10 апреля 1993 года округ Сяогань был преобразован в городской округ.

## Административное деление
Уезд делится на 9 посёлков и 3 волости.